# Mein Gott, nimm die gerechte Seele, BWV Anh. 17
Mein Gott, nimm die gerechte Seele, BWV Anh. 17 (Déu meu, accepta l'esperit just) és una cantata perduda de Bach, estrenada a Leipzig el 5 de juny de 1732, per a un funeral. No es coneix l'autor del text i hi ha dubtes sobre l'autoria de Bach.